# Collo di San Quilico
Il Collo di San Quilico (in francese talvolta chiamato Col de Saint-Quilice) (536 m) è un passo che collega la valle del Tavignano con la valle del Tartagino tra i comuni di Corte e Soveria.
È un passo molto importante perché collega la città più grande dell'interno della Corsica, Corte e perché collega la parte settentrionale dell'isola con quella meridionale, è attraversato dalla RN 193.